# 施韋帕赫河
49°56′14.60″N 9°34′34.72″E / 49.9373889°N 9.5763111°E

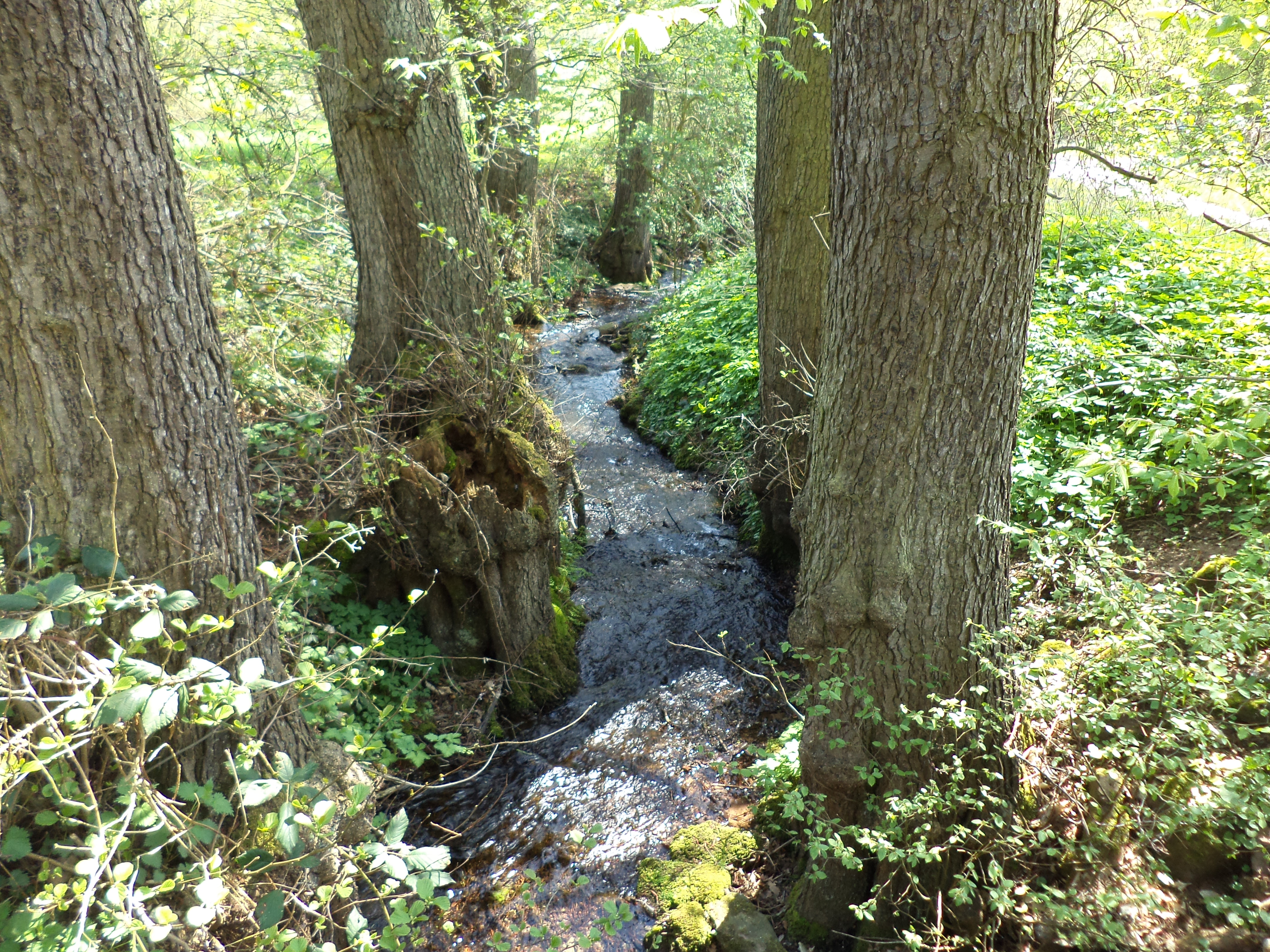

施韋帕赫河（德語：Schweppach），是德國的河流，位於該國東南部，由巴伐利亞負責管轄，屬於美因河的右支流，河道全長2.4公里，流域面積2.6平方公里，流經美因-施佩薩特縣。